# Matthias Stenger
Matthias Stenger (* 1976 in Aschaffenburg) ist ein deutscher Historiker. Seit 2021 ist er Direktor der Ostfriesischen Landschaft.

## Leben
Stenger wurde in Aschaffenburg geboren. Nach dem Abitur am Aschaffenburger Kronberg-Gymnasium Aschaffenburg studierte er von 1996 bis 2002 an den Universitäten Erlangen, Rom, Tübingen und Coimbra Neuere und Neueste Geschichte, Romanistik und Germanistik. 
2008 promovierte er zum Thema „Transnationale Parteienzusammenarbeit. Die Beziehungen der deutschen und portugiesischen Christlichen Demokraten von der Nelkenrevolution bis zum Vertrag von Maastricht (1974–1992)“. Während seines Studiums arbeitete er als studentische Hilfskraft im Haus der Geschichte Baden-Württemberg in Stuttgart, als freier Mitarbeiter des Schokoladenmuseums Köln und des NS-Dokumentationszentrums der Stadt Köln. 
In den Jahren 2009 bis 2011 war er wissenschaftlicher Volontär im Haus der Geschichte der Bundesrepublik Deutschland und Dozent an der Akademie für Internationale Bildung in Bonn.
2011 übernahm er die Leitung des Ostfriesischen Teemuseums in Norden, dessen Neukonzeption, Umbau und Erweiterung er umsetzte. Von 2012 bis 2014 sowie von 2018 bis 2020 wurden dafür drei Millionen Euro in das Teemuseum investiert. 
Im Juni 2020 wählte ihn das siebenköpfige Kollegium der Ostfriesischen Landschaft in Aurich zum Nachfolger von Rolf Bärenfänger. Im Januar 2021 trat er sein Amt als Landschaftsdirektor an.
Stenger ist verheiratet und hat drei Kinder.